# Haworthia maculata
Haworthia maculata, és una espècie de planta suculenta del gènere Haworthia de la subfamília de les asfodelòidies.

## Descripció
Haworthia maculata és una especie més petita i prolífica suculenta, amb fulles tacades de color verd violaci, té espines curtes als marges de les fulles i a la quilla. Té una flor groguenca a la gola, que és similar a Haworthia herbacea i Haworthia reticulata. Floreix a l'octubre/novembre. Possiblement s'integra amb H. herbacea, que creix a la mateixa zona, però es diferencia per tenir menys fulles i més erectes.

## Distribució i hàbitat
Aquesta espècie és originària de la província sud-africana del Cap Occidental, concretament només s'ha trobat en la gran muntanya anomenada Bromberg, a l'oest de Swellendam. A la natura, igual que al cultiu, forma grans grups.
H. maculata creix principalment a prop de Worcester a la zona de la presa de Brandvlei. Hi ha una població inusual a Audenberg Peak, al nord de Worcester. Més cap a l'est cap a Robertson es produeixen formes, que són similars a H. notabilis (descrita com var. intermedia). H. maculata creix en pedres quarsítiques i les plantes són molt críptiques. En ple sol tenen un bon color vermellós. A la zona general creixen junt amb H. herbacea, H. maraisii, H. pubescens, H. livida, H. reticulata, H. arachnoidea i per descomptat H. maxima.
H. maculata creix en pedres quarsítiques i les plantes són molt críptiques. En ple sol tenen un bon color vermellós.
La propagació de H. maculata es pot fer mitjançant llavors o fillols. És una espècie fàcil i, si es cultiva molt bé, pot ser molt decorativa.

## Taxonomia
Haworthia maculata va ser descrita per Martin Bruce Bayer i publicada a Haworthia Handb.: 130, a l'any 1976.
Etimologia
Haworthia : nom en honor del botànic britànic Adrian Hardy Haworth (1767-1833).
maculata: epítet llatí que significa "tacatet, contaminat, profanat".
Varietats
- Haworthia maculata var. maculata
- Haworthia maculata var. livida (M.B.Bayer) M.B.Bayer, Haworthiad, Sp. ed.: 10 (2012)[5]

Sinonímia
- Haworthia schuldtiana var. maculata Poelln., Repert. Spec. Nov. Regni Veg. 49: 25 (1940). (Basiònim/Sinònim reemplaçat)
- Haworthia intermedia var. maculata (Poelln.) Esterhuizen, Alsterworthia Int. 3(1): 12 (2003).[6]